# Серара Фонтана
Сера̀ра Фонта̀на (на италиански: Serrara Fontana) е малко градче и община в Южна Италия, провинция Неапол, регион Кампания. Разположено е на 366 m надморска височина. Населението на общината е 3205 души (към 2010 г.).
Тя е една от шестте общини, от които се състои остров Иския.